# Убийство Людмилы Липовской
Убийство Людмилы Липовской — террористическое нападение, произошедшее 27 декабря 2024 года в Герцлии (Израиль), в ходе которого палестинцем Ибрагимом Шалхубом была убита 83-летняя израильтянка Людмила Липовская.

## Преступление
27 декабря 2024 года около 9:30 утра Людмила Липовская стояла возле пансионата для пожилых людей и ждала свою дочь, чтобы вместе с ней поехать к врачу. Ибрагим Шалхуб напал на Людмилу, нанеся ей около 11 ножевых ранений в грудь и живот. Во время нападения он кричал «Аллах Акбар» и читал молитву на арабском языке. Он продолжал бить жертву ножом, пока двое охранников ближайшего почтового отделения не пришли ей на помощь, открыв огонь по нападавшему и ранив его. Людмила Липовская была доставлена в больницу, где вскоре скончалась от полученных ранений. Раненый террорист был арестован.

## Расследование
По данным обвинительного заключения, убийца Ибрагим Шалхуб ранее был осведомителем израильской спецслужбы ШАБАК, помогавшим раскрывать деятельность вооружённых группировок на Западном берегу реки Иордан. Когда его деятельность была раскрыта, он был эвакуирован в Израиль, где находился на законных основаниях. После переезда Ибрагима в Израиль, его родственники прервали с ним контакты, и тогда он, по данным следствия, решил совершить теракт, убив кого-либо из евреев. Ранее он трижды помещался в Израиле под административный арест.

## Жертва
83-летняя русскоязычная израильтянка Людмила Липовская родилась в СССР. Во время Великой Отечественной войны большая часть её семьи погибла в боях за Крым, а сама она находилась в эвакуации в Самарканде.

## Преступник
28-летний Ибрагим Шалхуб является уроженцем палестинского Тулькарма. В случае осуждения ему грозит пожизненное заключение.